# Micranthes mexicana
Micranthes mexicana är en stenbräckeväxtart som först beskrevs av Adolf Engler och Irmsch., och fick sitt nu gällande namn av Luc Brouillet och Gornall. Micranthes mexicana ingår i släktet rosettbräckor, och familjen stenbräckeväxter. Inga underarter finns listade i Catalogue of Life.